# Гіперкомплексні числа
Гіперко́мплексні чи́сла — елементи алгебраїчних структур, що будуються внаслідок подальшого узагальнення поняття про число після комплексних чисел. Часто під гіперкомплексною системою (тобто системою, елементи якої вважаються гіперкомплексними числами) розуміють будь-яку скінченновимірну алгебру над полем. При цьому часто накладають іще додаткову умову, щоб це була алгебра над полем дійсних або комплексних чисел; у першому разі кажуть про «дійсну» гіперкомплексну систему, у другому — про «комплексну». Іноді не вимагають скінченновимірності. Іноді додатково вимагають, щоб система дійсних чисел була підалгеброю даної системи або щоб дана система містила одиничний елемент.

## Типи та приклади гіперкомплексних систем
Відповідно до найпоширенішого означення кільця, в кожному кільці, а отже і в алгебрі, справджується асоціативність множення. Проте іноді говорять про «неасоціативні кільця» і відповідно про «неасоціативні гіперкомплексні системи». Такі системи дуже незручні для вивчення і розглядаються рідко. Разом з тим, відсутність комутативності множення є цілком звичним явищем для гіперкомплексних систем. Таким чином, гіперкомплексні системи бувають комутативними та некомутативними. Інше важливе питання, в залежності від відповіді на яке можна поділити гіперкомплексні системи на дві категорії: чи має дана система дільники нуля? У скінченновимірній алгебрі відсутність дільників нуля рівносильна тому факту, що ця алгебра є тілом.
У сучасному розумінні системи дійсних і комплексних чисел є частинними випадками гіперкомплексної системи, хоча історично природніше розглядати такі гіперкомплексні системи, які є «складнішими» за систему комплексних чисел, зокрема, мають розмірність більше 2. Як з'ясувалося, тривимірні гіперкомплексні системи дуже незручні для вивчення, тому насамперед було побудовано і вивчено певну 4-вимірну гіперкомплексну систему — систему кватерніонів. Це приклад некомутативної гіперкомплексної системи без дільників нуля. Незважаючи на незручності, спричинені некомутативністю, кватерніони багато в чому схожі на комплексні числа і, мабуть, можуть бути названі найближчими до них за властивостями і в деяких розуміннях найпростішими для вивчення з-поміж усіх власне гіперкомплексних чисел (тут і далі слово «власне» перед прикметником «гіперкомплексний» означає, що дійсні та комплексні об'єкти виключаються з розгляду).
Приклади інших з-поміж найвідоміших гіперкомплексних систем: двовимірні — подвійних чисел, дуальних чисел; чотиривимірні — бікомплексних чисел, антикватерніонів. З перерахованих у цьому абзаці чисел усі, крім антикватерніонів, утворюють комутативні системи, але, крім того, всі ці системи мають дільники нуля. Взагалі, згідно з теоремою Фробеніуса, всі скінченновимірні алгебри над полем дійсних чисел без дільників нуля вичерпуються трьома прикладами (з точністю до ізоморфізму): це системи дійсних чисел, комплексних чисел і кватерніонів.

## Задання гіперкомплексної системи
Щоб задати скінченновимірну гіперкомплексну систему, досить перерахувати позначення для елементів деякого її базису і записати, чому дорівнюють усі попарні добутки цих елементів (а також вказати, над яким полем розглядається ця алгебра). Після цього сума чи добуток довільних двох елементів системи легко обчислюється з використанням властивостей операцій кільця та векторного простору. Наприклад, задаючи з такої точки зору комплексні числа, досить сказати, що це алгебра над полем дійсних чисел, базис якої складається з елементів 1 та {\displaystyle i\,}, які задовольняють співвідношенням:
- {\displaystyle \ 1^{2}=1,}
- {\displaystyle \ 1i=i1=i,}
- {\displaystyle \ i^{2}=-1.}

Втім, якщо в базис входить 1 (одиниця), то відомостей про неї можна не наводити, вважаючи її стандартним позначенням одиничного елемента і навіть ототожнюючи з дійсним числом 1: її добуток з будь-якого боку на будь-який елемент дорівнює цьому елементу.

## Історія запровадження та дослідження
У 1843 році ірландський математик Вільям Гамільтон запропонував згадану вище систему кватерніонів, яка стала історично першою власне гіперкомплексною системою. Пошуки такої системи були зумовлені тим, що множення комплексних чисел описує повороти на площині, й виникало бажання знайти щось аналогічне для поворотів у тривимірному просторі. Цього якоюсь мірою вдалося досягти за допомогою кватерніонів. Теорія кватерніонів невдовзі стала одним з джерел розвитку таких понять, як векторний і скалярний добутки векторів.
Спочатку винайдення кватерніонів та інших гіперкомплексних чисел було сприйнято як подію, порівняну за значимістю з винайденням комплексних чисел, що спонукало математиків до досить активних досліджень у цій області. Особливо відчутний внесок зробив уже згаданий вище німецький математик Ф. Г. Фробеніус.
Проте досить швидко інтерес до цієї тематики спав, бо роль власне гіперкомплексних чисел виявилася не настільки важливою, як роль комплексних чисел. Так що подальший розвиток у цій галузі відбувався досить повільно та епізодично. Щодо досліджень цього періоду, можна, наприклад, зазначити, що в 1940-х роках виходили статті канадсько-американського математика Івана Найвена (Ivan Niven, 1915–1999), у яких досліджувалися різні властивості кватерніонів, наприклад, щодо добування з них коренів.
Проте останнім часом спостерігається активізація досліджень, пов'язаних з гіперкомплексними числами. Достатньо потужні осередки такої активності є, наприклад, у Бельгії, Польщі, Болгарії, США, Мексиці, Росії. Прихильники таких досліджень звертають увагу на те, що деякі математичні твердження набувають значно простішого вигляду або значно легше доводяться, якщо записати їх мовою дій над кватерніонами чи іншими гіперкомплексними числами. Проте на сьогодні є дуже значна кількість і таких математиків, які вважають, що користі від досліджень гіперкомплексних систем небагато.

### Українські дослідники
Насамперед слід згадати, що деякий час цією тематикою займався Ю. М. Березанський: така діяльність почалась у 1950-х роках під керівництвом М. Г. Крейна; пізніше (1982) вийшла брошура Ю. М. Березанського та О. О. Калюжного «Гиперкомплексные системы с локально компактным базисом», а ще пізніше (1992) — монографія тих же авторів «Гармонический анализ в гиперкомплексных системах». Обидва автори — співробітники відділу функціонального аналізу Інституту математики НАНУ, так що дослідження відбувалися з точки зору функціонального аналізу. Відтак ці дослідження носили дуже абстрактний характер. Розглядувані при цьому гіперкомплексні системи могли бути нескінченновимірними і навіть незчисленновимірними. Дослідження Березанського знайшли своє застосування в гармонійному аналізі. Абстрактність розглядуваних при цьому гіперкомплексних систем суттєво відрізняє їх від усіх тих досліджень, про які йдеться нижче.
У Київському Інституті проблем реєстрації інформації НАН України Синьков М. В. та його команда займаються такими дослідженням гіперкомплексних числових систем (ГЧС), які дозволяють застосовувати ці системи в комп'ютерній томографії, цифровій фільтрації, криптографії. Останні дослідження проводяться у спробі пов'язати згадані вище гіперкомплексні системи Березанського та звичайні ГЧС.
Інший осередок гіперкомплексних досліджень зародився у відділі комплексного аналізу та теорії потенціалу того самого Інституту математики: нині покійний співробітник цього відділу І. П. Мельниченко почав досліджувати різні гіперкомплексні системи, розглядаючи для них питання, аналогічні до тих, що стосувалися проблематики цього відділу. Ці дослідження дали початок розвитку в Україні так званого гіперкомплексного аналізу у вузькому розумінні, тобто теорії, аналогічної до комплексного аналізу, але для гіперкомплексних чисел замість комплексних (як відомо, словосполученням «комплексний аналіз» прийнято позначати теорію функцій комплексної змінної, особливо аналітичних функцій).
Згодом до гіперкомплексної діяльності приєдналися ще двоє співробітників Інституту математики НАНУ: проф. А. Ф. Турбін, основною спеціальністю якого є теорія ймовірностей, і С. А. Плакса, що працює в уже згаданому відділі комплексного аналізу та теорії потенціалу. Окремого відділу, присвяченого гіперкомплексним дослідженням, в Інституті нема; цією діяльністю там займаються щойно згадані двоє науковців і ще кілька молодих математиків, тяжіючи при цьому здебільшого до проблематики відділу комплексного аналізу та теорії потенціалу (однак останнє не стосується проф. А. Ф. Турбіна).
Інший осередок українських гіперкомплексних досліджень знаходиться в Житомирі. Історія цього осередку почалася близько 2000 року завдяки тому, що завідувач кафедри математичного аналізу Житомирського державного університету (ЖДУ) доц. О. Ф. Герус познайомився під час наукової конференції з мексиканським математиком, колишнім одеситом проф. М. Шапіро, який займається дуже різноманітними питаннями, пов'язаними з гіперкомплексними системами (переважно кватерніонами). Розпочалася співпраця цих двох науковців, і згодом О. Ф. Герус почав залучати до гіперкомплексних досліджень деяких студентів і викладачів фізико-математичного факультету ЖДУ. Поступово утворилася команда житомирських гіперкомплексників, яка демонструє досить успішну наукову роботу, зокрема міжнародну співпрацю. Слід зазначити, що наказом ректора ЖДУ в університеті було утворено спеціальний підрозділ під назвою «Науково-дослідна лабораторія комплексного та гіперкомплексного аналізу».
Сучасні гіперкомплексні дослідження можна поділити на алгебраїчні та аналітичні; останні часто називають гіперкомплексним аналізом у широкому розумінні (тобто математичний аналіз, розглядуваний з задіюванням власне гіперкомплексних чисел). Щодо алгебраїчних гіперкомплексних досліджень, то українські дослідники приділяють багато уваги питанням про розв'язки гіперкомплексних поліноміальних рівнянь; також характерні (особливо для проф. А. Ф. Турбіна) дослідження щодо конструювання нових гіперкомплексих систем і вивчення їх основних алгебраїчних характеристик. Що ж до гіперкомплексного аналізу, то для українських дослідників характерні такі напрями: гіперкомплексний аналіз у вузькому розумінні (тобто теорія функцій власне гіперкомплексної змінної з акцентом на питання, аналогічні до тих, що виникають при вивченні аналітичних функцій); гіперкомплексний функціональний аналіз.